# Holly Valance
Holly Rachel Vukadinović (tên tiếng Serbian: Холи Рејчел Вукадиновић) (sinh ngày 11 tháng 5 năm 1983) được biết đến nhiều hơn với tên Holly Valance, là một người mẫu, diễn viên, ca sĩ người Úc. Valance bắt đầu sự nghiệp với vai Felicity Scully trong loạt phim truyền hình Úc Neighbours. Năm 2002, cô phát hành album đầu tay Footprints, trong đó có đĩa đơn "Kiss Kiss" đã mang lại thành công cho cô và giúp tên tuổi cô nổi tiếng khắp thế giới.

## Tiểu sử & bắt đầu sự nghiệp
Holly Valance có cha người Serbia, tên là Rajko, một nghệ sĩ piano và guitar và mẹ người Anh, tên là Rachel, một nhà thiết kế thời trang và quảng cáo. Gia đình cô chuyển đến Melbourne khi cô còn rất nhỏ.
Valance học tại trường Star of the Sea College, một trường trung học của giáo hội Công giáo Rôma ở Brighton, Victoria. Năm 1999, khi làm người mẫu ở tuổi thiếu niên, tài năng của cô được phát hiện và cô được mời casting loạt phim truyền hình Neighbours và cô đã được chọn để vào vai Felicity Scully. Năm 2002, cô ngừng nhận vai trong loạt phim đó để theo đuổi sự nghiệp âm nhạc.

## Điện ảnh & truyền hình
Năm 2004, Valance trở lại công việc đóng phim, lần này ở Mỹ, cô xuất hiện trong các phần tiếp theo của các series phim truyền hình như CSI: Miami, Entourage. Năm 2005, cô xuất hiện trong một phần của series CSI: NY. Năm 2006, Valance tham gia nhận một vai khách mời trong Prison Break, vai Nika Volek. Cô tiếp tục nhận vai này trong phần thứ hai của bộ phim truyền hình này.
Năm 2006, Valance xuất hiện trong bộ phim hài Pledge This!. Cùng năm đó, cô đóng  DOA: Dead or Alive, bộ phim phỏng theo trò chơi video rất phổ biến Dead or Alive, Valance trong vai Christie. Năm 2007, cô xuất hiện trong series truyền hình Shark and Moonlight. Năm 2008, cô có một vai trong phim điện ảnh Taken cùng với Liam Neeson và Famke Janssen, và xuất hiện trong một phần của series truyền hình Valentine. Năm 2009, cô nhận vai Brenda Snow trong trò chơi video Command & Conquer Red Alert 3: Uprising. Cô cũng sẽ xuất hiện trong phim điện ảnh Red Herring với vai Angela và phim kinh dị Luster với vai Sally trong năm 2010. Valance hợp tác với ca sĩ Anh Frankmusik trong video cho đĩa đơn của Frankmusik là "Confusion Girl", phát hành vào ngày 3 tháng 8 năm 2009.

## Quảng cáo

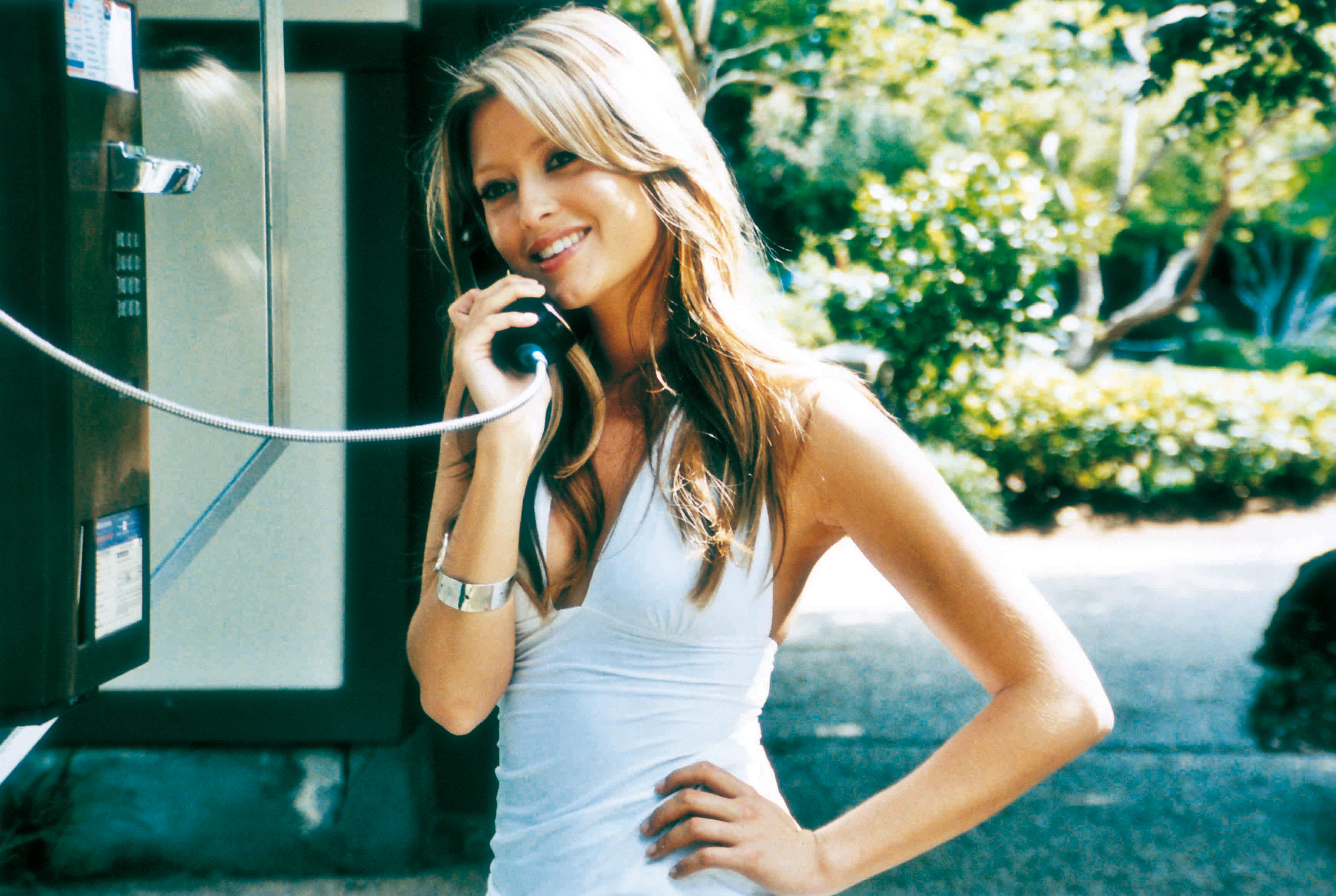
Valance xuất hiện trong quảng cáo cho dịch vụ điện thoại 1800 Reverse.

Ngoài các vai diễn trong điện ảnh và các phim truyền hình, Valance cũng xuất hiện trong các quảng cáo cho sản phẩm chăm sóc tóc Schwarzkopf và dịch vụ điện thoại 1800 Reverse.

## Đời tư
Valance hiện đang hẹn hò với doanh nhân Nick Candy.
Trước đó, Valance từng hẹn hò diễn viên Úc Alex O'Loughlin (cả hai chia tay vào tháng 2 năm 2009), nhạc sĩ Frankmusik và cựu cầu thủ bóng đá người Anh Jonny Dixon.

## Danh sách đĩa hát

### Album phòng thu
| Năm  | Tên album                                                               | Xếp hạng | Xếp hạng | Xếp hạng | Xếp hạng | Lượng đĩa tiêu thụ và chứng nhận                                              |
| Năm  | Tên album                                                               | ÚC       | IRELAND  | NHẬT     | ANH      | Lượng đĩa tiêu thụ và chứng nhận                                              |
| ---- | ----------------------------------------------------------------------- | -------- | -------- | -------- | -------- | ----------------------------------------------------------------------------- |
| 2002 | Footprints - Album phòng thu đầu tiên - Phát hành: 14 tháng 10 năm 2002 | 15       | 39       | 19       | 9        | - ARIA chứng nhận: đĩa Vàng (35,000+). - BPI chứng nhận: đĩa Vàng (100,000+). |
| 2003 | State of Mind - Album phòng thu thứ 2 - Phát hành: 6 tháng 11 năm 2003  | 57       | —        | 12       | 60       | - RIAJ chứng nhận: đĩa Vàng (100,000+).                                       |

### Đĩa đơn
| Năm  | Tên đĩa đơn     | Vị thứ cao nhất trên các bảng xếp hạng | Vị thứ cao nhất trên các bảng xếp hạng | Vị thứ cao nhất trên các bảng xếp hạng | Vị thứ cao nhất trên các bảng xếp hạng | Vị thứ cao nhất trên các bảng xếp hạng | Vị thứ cao nhất trên các bảng xếp hạng | Vị thứ cao nhất trên các bảng xếp hạng | Vị thứ cao nhất trên các bảng xếp hạng | Vị thứ cao nhất trên các bảng xếp hạng | Vị thứ cao nhất trên các bảng xếp hạng | Vị thứ cao nhất trên các bảng xếp hạng | Vị thứ cao nhất trên các bảng xếp hạng | Vị thứ cao nhất trên các bảng xếp hạng | Vị thứ cao nhất trên các bảng xếp hạng | Chứng nhận      | Album         |
| Năm  | Tên đĩa đơn     | Úc                                     | Áo                                     | Bỉ                                     | Đan Mạch                               | Phần Lan                               | PHÁP                                   | ĐỨC                                    | AILEN                                  | Ý                                      | HÀLAN                                  | NEWZEALAND                             | THỤYĐIỂN                               | THỤYSĨ                                 | ANH                                    | Chứng nhận      | Album         |
| ---- | --------------- | -------------------------------------- | -------------------------------------- | -------------------------------------- | -------------------------------------- | -------------------------------------- | -------------------------------------- | -------------------------------------- | -------------------------------------- | -------------------------------------- | -------------------------------------- | -------------------------------------- | -------------------------------------- | -------------------------------------- | -------------------------------------- | --------------- | ------------- |
| 2002 | "Kiss Kiss"     | 1                                      | 11                                     | 28                                     | 20                                     | 11                                     | 50                                     | 14                                     | 2                                      | 3                                      | 23                                     | 17                                     | 12                                     | 19                                     | 1                                      | Bạch kim (ARIA) | Footprints    |
| 2002 | "Down Boy"      | 3                                      | —                                      | 34                                     | —                                      | —                                      | —                                      | 61                                     | 8                                      | 11                                     | 36                                     | 37                                     | —                                      | 70                                     | 2                                      | Vàng (ARIA)     | Footprints    |
| 2002 | "Naughty Girl"  | 3                                      | 56                                     | 47                                     | —                                      | —                                      | —                                      | 52                                     | 25                                     | 27                                     | 39                                     | —                                      | 50                                     | —                                      | 16                                     | Vàng (ARIA)     | Footprints    |
| 2003 | "State of Mind" | 14                                     | —                                      | —                                      | —                                      | 16                                     | —                                      | —                                      | 27                                     | 41                                     | —                                      | —                                      | —                                      | —                                      | 8                                      |                 | State of Mind |

## Giải thưởng và đề cử
| Năm  | Giải thưởng                                 | Kết quả   | Hạng mục                                                   | Album/đĩa đơn/phim được đề cử |
| ---- | ------------------------------------------- | --------- | ---------------------------------------------------------- | ----------------------------- |
| 2000 | Logie Award                                 | Đề cử     | Tài Năng Mới được yêu thích nhất - Hạng Mục Nữ Diễn viên   | Neighbours                    |
| 2002 | ARIA Award                                  | Đề cử     | Lượng Đĩa Đơn Được Bán Nhiều Nhất                          | "Kiss Kiss"                   |
| 2002 | ARIA Award                                  | Đề cử     | Nữ Nghệ sĩ xuất sắc nhất                                   | "Kiss Kiss"                   |
| 2002 | ARIA Award                                  | Đề cử     | Nghệ sĩ Đột Phá - Hạng Mục Đĩa Đơn                         | "Kiss Kiss"                   |
| 2002 | ARIA Award                                  | Đề cử     | Bài hát Pop Có Màn Ra Mắt xuất sắc nhất (Best Pop Release) | "Kiss Kiss"                   |
| 2003 | Disney Channel Kids Awards (Anh và Ireland) | Đoạt giải | Nghệ sĩ Đột Phá                                            | Holly Valance                 |
| 2003 | Disney Channel Kids Awards (Anh và Ireland) | Đoạt giải | Đĩa Đơn xuất sắc nhất                                      | "Kiss Kiss"                   |

## Danh sách phim tham gia
| Phim điện ảnh    | Phim điện ảnh                   | Phim điện ảnh           | Phim điện ảnh                          |
| Năm              | Phim                            | Vai diễn                | Ghi chú                                |
| ---------------- | ------------------------------- | ----------------------- | -------------------------------------- |
| 2006             | DOA: Dead or Alive              | Christie Allen          |                                        |
| 2006             | National Lampoon's Pledge This! | Jessica                 |                                        |
| 2008             | Taken                           | Sheerah (Diva)          |                                        |
| 2010             | Luster                          | Sally                   |                                        |
| 2010             | Red Herring                     | Angela                  |                                        |
| 2010             | Surviving Georgia               | Rose                    |                                        |
| 2010             | Big Mamma's Boy                 | Katie                   |                                        |
| Phim truyền hình |                                 |                         |                                        |
| Năm              | Tên phim                        | Vai diễn                | Ghi chú                                |
| 1999-2005        | Neighbours                      | Felicity "Flick" Scully | Tham gia 250 phần                      |
| 2004             | CSI: Miami                      | Kay Coleman             | Tham gia phần: "Addiction"             |
| 2005             | Entourage                       | Leanna                  | Tham gia phần: "My Maserati Does 185"  |
| 2005             | CSI: NY                         | Lydia                   | Tham gia phần: "Youngblood"            |
| 2005-2006        | Vượt ngục                       | Nika Volek              | Tham gia 5 phần                        |
| 2007             | Moonlight                       | Lola                    | Tham gia phần: "B.C."                  |
| 2007             | Shark                           | Christina Shaw          | Tham gia phần: "Every Breath You Take" |
| 2008             | Valentine                       | Vivi Langdon            | Tham gia phần: "Act Naturally"         |
| 2010             | Marple: The Pale Horse          | Kanga Cottam            | Tham gia phần: "NA: Filming"           |